# Province d'Arauco
Pour les articles homonymes, voir Arauco (homonymie).
La province d'Arauco, est une province chilienne située au sud-ouest de la région du Biobío, elle est entourée au nord par la province de Concepción, à l'est par celle de Biobío, au sud et sud-est par la région d'Araucanie (provinces de Malleco et Cautín) et à l'ouest par l'océan Pacifique.

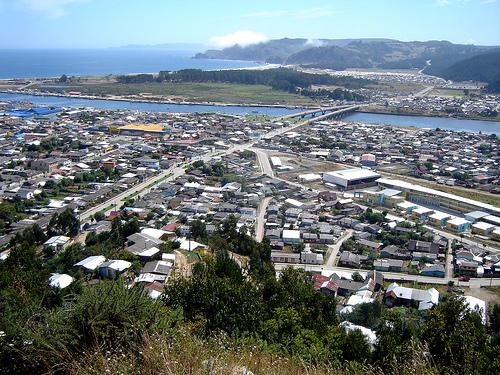
Vue générale de Lebu

## Géographie
La Province d'Arauco est située dans un secteur vallonné, avec à l'est la Cordillera de Nahuelbuta. À l'ouest, se forment une série de collines et de dépressions qui descendent jusqu'à la mer. On y trouve également un nombre important de lacs et lagunes, parmi lesquels on peut citer le Lago Lanalhue et le Lago Lleu-Lleu. Enfin, il convient de noter la présence de l'île Mocha au sud de la côte provinciale.

## Végétation et faune
La province d'Arauco, avec les provinces de Malleco et de Cautín, possède une grande réserve de forêt vierge, notamment dans la zone de Nahuelbuta, où l'on trouve des espèces comme l'araucaria, le boldo, le cannelier, etc. De plus, on peut rencontrer des espèces animales autochtones comme le puma, le pudu ou le huemul.

## Communes
La province comprend les communes suivantes : 
1. Arauco ;
2. Cañete ;
3. Contulmo ;
4. Curanilahue ;
5. Lebu (capitale provinciale) ;
6. Los Álamos ;
7. Tirúa.